# 2008年夏季奥林匹克运动会马耳他代表团
2008年夏季奥林匹克运动会馬耳他代表团参加2008年8月8日至24日在中国北京主办的第29届夏季奥运会。這是該國第14次參加夏季奧林匹克運動會。